# Julius Theodor Melchers
Julius Theodor(e) Melchers (* 21. September 1829 in Soest, Provinz Westfalen; † 14. Januar 1908 in Detroit, Vereinigte Staaten) war ein deutsch-amerikanischer Bildhauer und Kunstlehrer.

## Leben
Im Alter von fünfzehn Jahren machte Melchers eine Ausbildung als Bildschnitzer. Später ging er nach Paris, wo er die École des Beaux-Arts sowie die Ateliers von Jean-Baptiste Carpeaux und Antoine Étex besuchte. Nach der Deutschen Revolution 1848/1849 ging Melchers nach London. Dort arbeitete er als modeler im Crystal Palace sowie als Schnitzer von Galionsfiguren. 1852 wanderte Melchers in die Vereinigten Staaten aus. 1855 siedelte er sich in Detroit (Michigan) an, wo seine Frau Marie, geborene Bangetor, 1860 einen Sohn gebar, den späteren Maler Gari Melchers. Da dessen Kosename Gari auf den Familiennamen des italienischen Revolutionärs Giuseppe Garibaldi zurückgeht, wird angenommen, dass Julius Theodor Melchers der demokratischen Bewegung Deutschlands nahegestanden und – wie viele andere Forty-Eighters – das Königreich Preußen wegen des Scheiterns der Revolution von 1848/1849 verlassen hatte. Die Melchers hatten auch eine Tochter, Hettie, die 1883 Julius Stroh heiratete, den zweitältesten Sohn von Bernhard Stroh, des Gründers der Detroiter Lion’s Head Brewery. Das dritte Kind des Paars hieß Julia Melchers. Während des „Gilded Age“ stieg Melchers zu einer anerkannten Künstlerpersönlichkeit der Region Detroit auf. Am Ende des 19. Jahrhunderts war er so wohlhabend, dass er sich das von den Architekten Donaldson & Meier 1897 im Colonial Revival-Stil errichtete Julius T. Melchers House im Detroiter Stadtteil Indian Village leisten konnte. Melchers Grab befindet sich auf dem Elmwood Cemetery (Detroit) in der Grabanlage der Familie Stroh.

## Werk (Auswahl)
Melchers gilt als „Detroits erster Bildhauer“ und als einer der bedeutendsten Holzbildhauer der Vereinigten Staaten. Bekannt sind vor allem seine „tobacconist figures“, aus einem Holzstück geschnitzte, polychrom bemalte Indianerfiguren mit Tabakmotiven, die in Tabakgeschäften als Werbeträger zum Einsatz kamen und heute in Museen zu finden sind. Kunsthistorisch bedeutend sind auch Statuen aus Naturstein, die sein späteres bildhauerisches Schaffen kennzeichnen.
- Cigar Store Indian Figur, vermutlich 1850er Jahre[6]
- Carved Indian Tobacconist Figure, um 1870[7]
- Indian Chief with Rifle, Melchers bzw. seiner Werkstatt zugeschrieben[8]
- Diverse Standbilder als Bauplastik der 1871 eröffneten Detroit City Hall: u. a. Allegorien der Justiz, der Kunst, des Handels und der Industrie, heute Fort Wayne (Detroit);[9] ferner überlebensgroße Standbilder der Detroiter Pioniere Jacques Marquette, Robert Cavelier de La Salle, Antoine Cadillac und Gabriel Richard, 1871 im Auftrag des Holzhändlers Bela Hubbard geschaffen, 1874 (nach anderen Angaben 1884) in Konchen der Fassade der Detroit City Hall aufgestellt,[10] nach Abbruch derselben 1961 zur Saint Andrew’s Memorial Episcopal Church, auf den Campus der Wayne State University transloziert.[11]
- Cigar Store Indian, um 1885, Melchers bzw. seiner Werkstatt zugeschrieben[12]

## Ehrung
1910 wurde Melchers von Schülern und Freunden durch ein Gedenkrelief von Adolph A. Weinman geehrt, das sich heute im Besitz des  Detroit Institute of Arts befindet und unter seinem Porträt folgende Inschrift trägt: „Julius Theodore Melchers, sculptor, born in Soest MDCCCXXIX, died in Detroit MCMVIII, dedicated to his memory by his pupils and friends. MCMX“.